# Єлена Розга
Єлена Розга (нар. 23 серпня 1977, Спліт, СФРЮ) — хорватська співачка. 

## Дискографія
- Oprosti mala (2006.)
- Bižuterija (2011.)
- Best of Jelena Rozga (2011.)
- Moderna žena (2016.)